# سیارک ۹۰۰۸
سیارک ۹۰۰۸ (به انگلیسی: 9008 Bohsternberk، نامگذاری:1984BS) نه هزار و هشتمین سیارک کشف شده‌است که در ۲۷ ژانویه ۱۹۸۴ کشف شد.
قدر مطلق سیارک برابر ۱۳٫۷۰ است.